# Bye Bye Blondie (roman)
Pour les articles homonymes, voir Bye Bye Blondie.
Bye Bye Blondie est un roman de Virginie Despentes, publié en 2004 chez Grasset.

## Résumé
Bye bye Blondie est le portrait rageur de Gloria, une femme conditionnée par le manque et l'abandon, et qui ne sait plus vivre que dans la destruction aveugle de tout ce qui pourrait mettre un terme à ses souffrances. Punk dans sa jeunesse, Gloria est enfermée par ses parents dans un hôpital psychiatrique. C'est là qu'elle rencontrera son grand amour, Éric, fils d'une famille de la grande bourgeoisie de Nancy. Mais la vie les sépare, ils se retrouveront quelques années plus tard. Gloria est une RMiste alcoolique et lui un présentateur télé connu. Grâce à lui, elle publiera leur vie sous forme de film.

## Adaptation cinématographique
L'adaptation de ce roman au cinéma par Virginie Despentes est sortie en salle le 21 mars 2012, et la version DVD est disponible depuis le mardi 20 novembre 2012. Il y a eu certaines modifications de scénario : ainsi l'histoire d'amour hétérosexuelle entre Gloria et Éric a été transposée en relation lesbienne entre Gloria et Frances, incarnées respectivement par Béatrice Dalle et Emmanuelle Béart à l'écran.

## Adaptation audiovisuelle
Le roman a été adapté à la radio par Mariannick Bellot et Anne-Claude Romarie en 2021 sur France Culture.
Cette adaptation a été réalisée par Laurence Courtois et comporte cinq épisodes de vingt-huit minutes. Au casting, figurent entre autres Estelle Meyer dans le rôle de Gloria, Makita Samba celui d'Eric, Lara Bruhl la narratrice.
Cette transposition a été saluée par la presse.